# Цибулька, Йозеф
Йозеф Цибулька (чеш. Josef Cibulka; 17 мая 1796, Прага — 27 августа 1845, Дивишов) — австрийский чешский католический богослов, писатель
 и поэт.
Изучал богословие, 12 августа 1818 года был рукоположён в кнезы. Впоследствии был деканом и проповедником в Дивишове и также основал и возглавлял там викариатскую библиотеку.
Писал в основном юмористические рассказы, под псевдонимом Йозеф Аклубиц (чеш. Aklubic; перевёрнутая задом наперёд фамилия) помещал свои статьи в журнале «Чешская Пчела» («Ceska Vćela», 1836; «О svèta našich dnů», 1840; «Titĕrky»), в 1827 году издал собрание своих проповедей.